# Ira Murchison
Pour les articles homonymes, voir Murchison.
Ira James Murchison, né le 6 février 1933 à Chicago et mort le 28 mars 1994 à Harvey, est un athlète américain spécialiste du 100 mètres qui s'est illustré en remportant la médaille d'or du relais 4 × 100 m lors des Jeux olympiques d'été de 1956.

## Carrière sportive
Né à Chicago, dans l'Illinois, Ira Murchison se distingue par ses qualités de vitesse exceptionnelles lors de ses départs de courses qui lui valent très rapidement le surnom de Human Sputnik (L'homme Spoutnik). En 1956, Murchison égale à deux reprises le record du monde du 100 m, réalisant successivement 10 s 2 lors des meetings de Compton et de Los Angeles. Le 4 août 1956, il établit en 10 s 1 un nouveau record du monde de la distance lors du Meeting de Berlin. Favori des Jeux olympiques de 1956 à Melbourne, l'Américain ne se classe que quatrième de la finale du 100 m, derrière ses compatriotes Bobby Joe Morrow et Thane Baker et l'Australien Hector Hogan. Quelques jours plus tard, il remporte avec l'équipe des États-Unis (Baker, King et Morrow) le titre olympique du relais 4 × 100 m, en établissant un nouveau record du monde en 39 s 5.
En 1957, Ira Murchison améliore le record du monde du 100 yards en 9 s 3 et remporte l'année suivante les Championnats NCAA sur la même distance. Aux Jeux panaméricains 1963 de São Paulo, il termine troisième de la finale du 100 m et remporte la médaille d'or du relais 4 × 100 m avec ses coéquipiers américains.
Durant les années 1970, Murchison est entraîneur de l'équipe féminine d'un club d'athlétisme de Chicago.
Ira Murchison décède d'un cancer le 28 mars 1994 à l'âge de 61 ans, à Harvey, dans l'Illinois.

## Palmarès
- Jeux olympiques de 1956 à Melbourne :
  -  Médaille d'or du relais 4 × 100 mètres

- Jeux panaméricains 1963 à São Paulo :
  -  Médaille de bronze du 100 mètres
  -  Médaille d'or du relais 4 × 100 mètres

## Sources
- (en) Cet article est partiellement ou en totalité issu de l’article de Wikipédia en anglais intitulé « Ira Murchison » (voir la liste des auteurs).